# Gautier III de Beauchamp
Pour les articles homonymes, voir Walter de Beauchamp.
 (janvier 2022).
La mise en forme du texte ne suit pas les recommandations de Wikipédia : il faut le « wikifier ».
Les points d'amélioration suivants sont les cas les plus fréquents. Le détail des points à revoir est peut-être précisé sur la page de discussion.
- Les titres sont pré-formatés par le logiciel. Ils ne sont ni en capitales, ni en gras.
- Le texte ne doit pas être écrit en capitales (les noms de famille non plus), ni en gras, ni en italique, ni en « petit »…
- Le gras n'est utilisé que pour surligner le titre de l'article dans l'introduction, une seule fois.
- L'italique est rarement utilisé : mots en langue étrangère, titres d'œuvres, noms de bateaux, etc.
- Les citations ne sont pas en italique mais en corps de texte normal. Elles sont entourées par des guillemets français : « et ».
- Les listes à puces sont à éviter, des paragraphes rédigés étant largement préférés. Les tableaux sont à réserver à la présentation de données structurées (résultats, etc.).
- Les appels de note de bas de page (petits chiffres en exposant, introduits par l'outil «  Source ») sont à placer entre la fin de phrase et le point final[comme ça].
- Les liens internes (vers d'autres articles de Wikipédia) sont à choisir avec parcimonie. Créez des liens vers des articles approfondissant le sujet. Les termes génériques sans rapport avec le sujet sont à éviter, ainsi que les répétitions de liens vers un même terme.
- Les liens externes sont à placer uniquement dans une section « Liens externes », à la fin de l'article. Ces liens sont à choisir avec parcimonie suivant les règles définies. Si un lien sert de source à l'article, son insertion dans le texte est à faire par les notes de bas de page.
- La présentation des références doit suivre les conventions bibliographiques. Il est recommandé d'utiliser les modèles {{Ouvrage}}, {{Chapitre}}, {{Article}}, {{Lien web}} et/ou {{Bibliographie}}. Le mode d'édition visuel peut mettre en forme automatiquement les références.
- Insérer une infobox (cadre d'informations à droite) n'est pas obligatoire pour parachever la mise en page.

Pour une aide détaillée, merci de consulter Aide:Wikification.
Si vous pensez que ces points ont été résolus, vous pouvez retirer ce bandeau et améliorer la mise en forme d'un autre article.

Armoiries de Walter de Beauchamp (Beauchamp de Beauchamp's Court, Alcester; Powick et Bletsoe) : de gueules, à la fasce entre six merlettes ou, une différence de la ligne aînée de Beauchamp d'Elmley, comte de Warwick

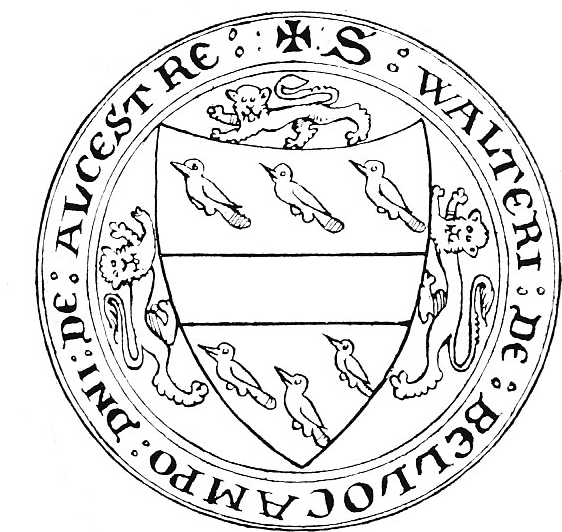
Sceau de Walter de Beauchamp (d.1303) d'Alcester, annexé à la Lettre des Barons de 1301. Légende : S(igillum) Walteri de Bello Campo D(omi)ni de Alcester ("sceau de Walter de Beauchamp, seigneur d'Alcester")

Walter de Beauchamp (mort entre 1303 et 1306), (aussi appelé de Bello Campo) de Beauchamp's Court, Alcester dans le Warwickshire et de Beauchamp Court, Powick dans le Worcestershire,,. Il était l'intendant de la maison du roi Édouard Ier de 1289 à 1303,. Gautier est le frère cadet de Guillaume de Beauchamp, 9e comte de Warwick (c.1238-1298), le premier de sa famille à détenir ce titre (hérité de leur mère). Gautier de Beauchamp est le fondateur de la lignée cadette de la famille Beauchamp connue comme « Beauchamp de Powick ».

## Origines
Gautier de Beauchamp était le fils cadet de Guillaume III de Beauchamp (c.1215-1269) de Elmley Castle, Worcestershire, et de sa femme Isabelle Mauduit. Guillaume III de Beauchamp occupait le poste de shérif héréditaire du Worcestershire.
Isabelle Mauduit était la fille de Guillaume de Mauduit (de Hanslope, Buckinghamshire et Hartley Mauditt, Hampshire) et de son épouse Alice de Beaumont. Elle-même est la demi-sœur d'Henry de Beaumont, 5e comte de Warwick  (c.1192-1229)) et sœur et héritière de Guillaume Mauduit, 8e comte de Warwick). 
Le frère aîné de Gautier était Guillaume de Beauchamp, 9e comte de Warwick (c.1238-1298).

## Carrière
En 1268, il avait été « signé de la croix » pour un pèlerinage en Terre Sainte. La même année, le père de Walter dicte son testament. Il y mentionne Walter comme étant un croisé. Il lui lègue 200 marks « pour sa meilleure exécution de ce voyage ». 
Walter de Beauchamp a participé à la bataille de Falkirk en 1298. Il était aussi présent au siège du château de Caerlaverock en Écosse en 1300, en présence du roi. 
En 1301, il a signé et scellé la « lettre des barons de 1301 » adressée au pape sous le nom de « Walt(er)us de Bello Campo, D(omi)n(u)s de Alcester » (« Walter de Beauchamp, Lord d'Alcester »). Son neveu Guy de Beauchamp, 10e comte de Warwick (c.1272-1315), était lui aussi signataire de cette lettre.

### Caerlaverock Roll
Lors du siège du château de Caerlaverock, en Écosse en 1300, les hérauts ont décrit les blasons de tous les chevaliers anglais présents en vers normands-français. Ce document est connu sous le nom de Caerlaverock Roll. La partie concernant "Wautier de Beauchamp" est la suivante,:
Puis i out Wautier de Beauchamp

 Sis merlos de or el rouge champ

 O une fesse en lieu de dance

Chevalier selon ma cuidance

Un des mellours fut entre touz

Se il ne fuit trop fiers et estouz

Mes vous ne orrez parler james

De senescal ke ne ait une mes.
Ce qui peut être traduit par,:
«  Puis il y eut Walter de Beauchamp, ayant six merlettes d'or avec un champ rouge avec une fasce au lieu de dancetée  (blason standard : de gueules, une fasce entre six merlettes ou ). Il aurait été, à mon avis, l'un des meilleurs chevaliers de l'ensemble s'il n'avait pas été trop fier et violent, mais vous n'entendrez personne parler de l'intendant sans un 'mais'».

### Héritage du Manoir de Powick
À la mort de son père en 1269, Walter hérita du manoir de Powick dans le Worcestershire. Il s'y installa, à Beauchamp Court, sur la rive droite de la rivière Severn. Les domaines de Powick, Elmley Castle et d'autres terres, ont été reçus à l'origine par le triple arrière-grand-père de Walter, Walter I de Beauchamp (d.1130/3), fondateur de la famille Beauchamp. Il avait reçu tous ces bien à l'occasion de son mariage avec Emmeline d'Abetot, fille et héritière d'Urse d'Abitot, shérif du Worcestershire.
En 1300, il reçut une concession royale pour pouvoir chasser librement sur ses terres domaniales de Powick. Il y fonda une chapelle « dans la cour de son manoir » à Powick. 
Sa descendance forme une branche généralement appelée « Beauchamp de Powick » pour la distinguer des autres branches, tel que la branche aînée des comtes de Warwick « Beauchamp de Elmley » et une autre branche « Beauchamp de Holt ». Les armoiries qu'il a adoptées (« Beauchamp de Powick ») différentes de ses armoiries paternelles, ont également été portées par ses descendants.

### Acquisition d'Alcester
Vers 1263, il acquit de Reynold FitzPeter une partie du manoir d'Alcester dans le Warwickshire. Vers 1274, il donna, à ses bourgeois et tenanciers, leur droit de tenir un marché le mardi de chaque semaine. Par la suite, il leur accorda également un marché hebdomadaire le jeudi. Ceci leur permit de faire la vente « d'animaux, de viandes, de blé, de seigle, d'orge, d'avoine, de haricots, de pois, de draperies en laine et en lin, de pain, de ferronnerie, de suif, de graisse, de poisson, de maroquinerie, de paniers, de peaux, de laine, de lin, d'oies, de poules, de fromage, de bacon, d'œufs, de sel et d'épices». 
En 1291, il reçut une licence royale lui donnant droit de cultiver 60 acres de bois à Alcester, dans la forêt de Feckenham. En 1300, le roi lui accorda le droit de chasser sur ses terres du domaine d'Alcester. 
En 1292, il obtint une permission royale pour tenir une foire annuelle « la veille, le jour et le lendemain de Saint-Gilles et pendant les cinq jours suivants ».
En 1444,  l'autre moitié du manoir d'Alcester fut finalement achetée de Thomas Botreaux, par un des descendants de Walter: John Beauchamp, 1er baron Beauchamp (d. 1475) « de Powick »,.

## Mariage et enfants

Armoiries de Toeni : d' argent, au maunch de gueules

Il épousa Alice de Tosny, fille de Roger V de Tosny, de Flamstead, Hertfordshire, et de son épouse Alice de Bohun,  fille de Humphrey IV de Bohun, 2e comte de Hereford, 1er comte d'Essex (1204-1275), Connétable héréditaire d'Angleterre,.
À leur insu, ils étaient apparentés aux quatrième degré de consanguinité, ce qui a nécessité une ratification de leur mariage par Godfrey Giffard, évêque de Worcester pour légitimer leur descendance.  Avec sa conjointe, il eut plusieurs enfants, dont: 
- Walter de Beauchamp (d.1328), d'Alcester, fils aîné et héritier[20]. En 1307, il combattait les Écossais et en 1317, il devint le gardien du château de Warwick et de ses terres à la suite de la mort de son neveu Guy de Beauchamp, 10e comte de Warwick (c. 1272 - 1315) qui laissa un fils en bas âge Thomas de Beauchamp, 11e comte de Warwick (c.1313-1369)[3].
- Guillaume de Beauchamp, « un militaire de renom »  qui hérita d'une partie des terres de son frère aîné[3]. En 1320, il fut nommé par le roi Édouard II, gouverneur du château de St-Briavel dans la forêt de Dean, Gloucestershire[3]. Il épousa une certaine Joan avec qui en 1334 il régla les manoirs de Powick et Bransford sur eux-mêmes et leurs héritiers[20] mais il mourut sans enfant.
- Giles de Beauchamp (d.1361), héritier de son frère aîné. En 1340, il reçut une licence royale pour créneler (pour fortifier avec un mur de pierre et de chaux) son manoir à Alcester, et une licence similaire deux ans plus tard pour sa maison à Freshwater, île de Wight[3],[20]. Il a épousé Catherine de Bures[18]. Son fils et héritier était Sir John de Beauchamp, qui en 1386 était le gardien du château de Gloucester[20]. L'arrière-petit-fils de Giles était John Beauchamp, 1er baron Beauchamp (mort en 1475) « de Powick» dans le Worcestershire[16],[4].
- Margaret de Beauchamp

## Décès
Il est décédé soit en 1303, soit en 1306 selon les sources,.